# Горгулов, Павел Тимофеевич
Па́вел Тимофе́евич Горгу́лов (фр. Paul Gorgouloff (Gorguloff), псевдоним Павел (Поль) Бред, Paul Brède; 29 июня 1895 — 14 сентября 1932) — русский эмигрант, писатель и поэт, публицист, врач, пропагандист националистических теорий, убийца президента Французской республики Поля Думера. Осуждён за убийство французским судом и казнён. Доподлинно неизвестно, действовал ли Павел Горгулов самостоятельно или под чьим-либо руководством. Преступление Горгулова вызвало сильную общественную реакцию в русской эмиграции.

## Жизнь
Горгулов числился уроженцем станицы Лабинской Екатеринодарского отдела Кубанской области, своих родителей он называл то казаками, то зажиточными земледельцами. Как показал найденный в начале XXI века архивный документ, Павел был подкидышем; 31 января 1902 года усыновлён по приказу наказного атамана Кубанского войска Я. Д. Маламы урядником станицы Лабинской Тимофеем Николаевичем Горгуловым. В обвинительном заключении имя его матери указано как «Варвара Астахова». Дата рождения, указываемая в документах — 29 июня 1895 года; учитывая происхождение Павла, эта дата может быть условной (она совпадает с его именинами — день Петра и Павла по старому стилю).
Окончил Екатеринодарское военно-фельдшерское училище (1913 год), затем недолго учился на медицинском факультете Московского университета, участвовал в Первой мировой войне, был ранен. Сведения о его участии в Гражданской войне противоречивы: по ряду данных, в 1918—1920 годах участвовал в антибольшевистской деятельности на Кубани и в Крыму, а в 1921 году — в Минске, занятом в то время войсками Булак-Балаховича, в РПК у Б. В. Савинкова, после чего покинул страну. Впоследствии эмигранты, стремившиеся представить Горгулова агентом СССР, утверждали, что Горгулов в 1920 году в Ростове работал на большевиков или даже служил в ЧК; сам он заявлял на суде, что при большевиках работал медбратом.
Несколько лет жил в Праге, где учился на медицинском факультете; окончил Карлов университет в 1926 году. До 1925 года находился в Чехословакии нелегально и лишь в 1930 году получил нансеновский паспорт. Впоследствии утверждал, что однажды, стоя рядом с Т. Г. Масариком, испытывал искушение застрелить его, но от выстрела его удержала только улыбка Масарика. Затем провёл два года (1927—1929) в маленьких городках Моравии Пршеров и Годонин (родном городе Масарика), в частности, делая нелегальные аборты. Обвинялся в том, что во время приёма насиловал клиенток, об этом упоминал прокурор на парижском процессе. Сам Горгулов отрицал всё это. Там же у него возникла идея создания «Крестьянской (Земледельческой) Всероссийской Народной Партии Зелёных». Нет никаких данных о том, что в ней участвовал ещё кто-либо, кроме создателя. В 1929 году выпускал в Оломоуце журнал «Скиф» (вышло три номера).
В чехословацкий период Горгулов начинает писать стихи и прозу. Издал в Оломоуце в немецком переводе роман-сценарий из русской жизни «Сын монахини» (Paul Gorgulow. Der Nonne Sohn. Russischer Filmroman. Typosdruck, Olmütz 1929). Целый ряд его рукописей в различных жанрах был отклонён издателями как графомания.
С намерением вступить в Иностранный легион переехал из Чехословакии в Париж, где занимался врачебной практикой подобного же рода и литературой. В июле 1931 года женился (ранее был женат трижды: один раз в России и дважды в Чехословакии) на гражданке Швейцарии Анне-Марии Генг (родилась в 1899 году в Винтертуре), которая в 1932 году была беременна от него; судьба вдовы и ребёнка Горгулова неизвестна. На суде Горгулову ставили в вину, в частности, то, что он жил фактически на её средства и промотал её приданое, оценивавшееся в 1600 долларов по ценам того времени.
В конце 1931 года Горгулов был арестован и выслан в княжество Монако за незаконную медицинскую практику, получил монакский вид на жительство и жил там с женой, однако продолжал ездить в Париж.

## Идеи и творчество

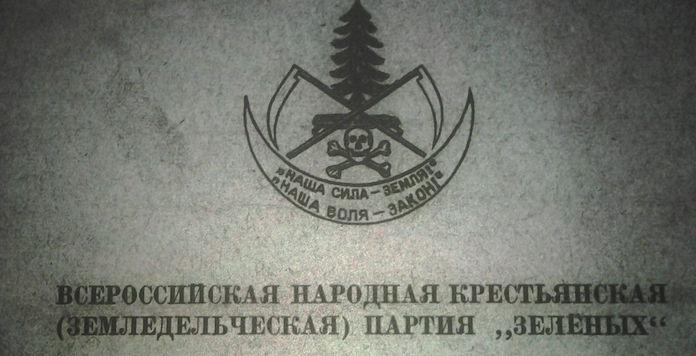
Эмблема «Крестьянской (земледельческой) партии зелёных» Павла Горгулова

Был членом обществ молодых русских писателей Парижа, издал под псевдонимом Павел Бред сборник повестей и стихов «Тайна жизни скифов» (Павел Бред. Тайна жизни скифов. Проза и стихи. — Париж: Франко-славянское изд-во, 1932), продолжал писать романы и пьесы из казачьей жизни. Во время покушения на Думера в Берлине готовился к изданию сочинённый Горгуловым «Роман казака», который должен был быть переведён на немецкий (сведений о том, что эта книга вышла, не обнаружено). Перед покушением Горгулов завещал авторские права на этот текст в пользу издательства «Университас» и своей жены.
В стихах и прозе пропагандировал видоизменённую идею «скифства» и мессианизма, согласно которой «дикая», «варварская» Россия является носителем первобытной духовности и должна победить западную цивилизацию. «Тайна жизни скифов» содержала повесть «Даль», «поэму-трагедию» («слова на оперу») «Скиф» и поэму «Тоска поэта», посвящённую Сергею Есенину. Книгу предваряло «предисловие от дерзкого автора»:

Русский я. А всё, что от русского исходит, непременно дерзостью пахнет: как — политика, как — вольнодумство, критика и всё такое прочее… Потому… Народ мы скифский, русский. Народ мы сильный и дерзкий. Свет перевернуть хотим. Да-с. Как старую кадушку. А кто же под кадушкой-то сидеть будет? Ах, милые! Не знаю. И потому — кончаю. И на прощание только прибавлю своё малюсенькое изреченьице: «А всё-таки — фиалка машинку победит!»

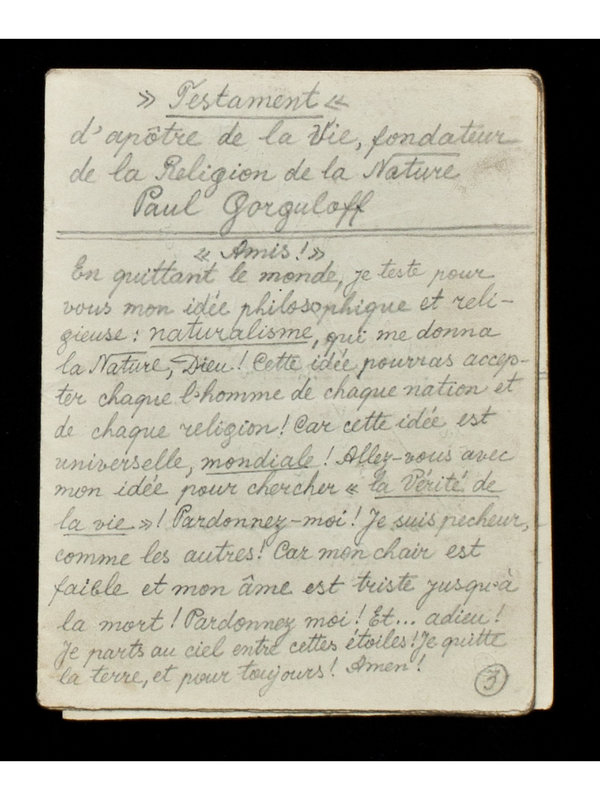
Собственноручное «Завещание апостола жизни, основателя Религии природы Павла Горгулова». Тюрьма Санте, август 1932 года

В 1931 году Горгулов издал на французском языке политическую брошюру о России «Национальная крестьянская» (Nationale paysanne). Согласно его теории, государство должно управляться диктаторской «национальной» и «военно-политической» партией «зелёных», основанной на авторитете «зелёного диктатора» (аналогично немецкому принципу фюрерства) и жёсткой дисциплине. Правительство, полиция и армия формируется из её кадров; парламент терпим только при большинстве членов от диктаторской партии. Затем после переходного периода диктатуры может быть избран и президент, который должен быть «отнюдь не коммунист, не социалист, не монархист, не еврей, не инородец, не иностранец и не женщина». Партия может быть сама мобилизована как военная организация. Вся земледельческая молодёжь (русская) вступает в партию в обязательном порядке. Преследуется не только социализм, но и монархизм и крупный капитализм. Лица, не принадлежащие к русскому народу и к православной религии, ряда политических прав лишаются; евреи не могут состоять ни на какой государственной службе, «пусть даже самой ничтожной». Единственный способ свержения большевистского режима (понимаемого в значительной степени как власть евреев) — внешняя интервенция. (Любопытно, что впоследствии некоторые французские крайне правые связывали Горгулова именно с евреями и масонами). 18-й параграф провозглашал: «Россия для русских»
В парижский период пытается найти политических союзников, обращается в газету «Набат» (письменный орган эмигрантской партии «Великая Русь») к её главному редактору В. Яковлеву. Тот, ознакомившись с программой «зелёных», отказался принимать Горгулова в свою организацию. Несмотря на это, в дальнейшем Горгулов говорил о Яковлеве как о своём главном союзнике и без разрешения использовал его подпись в напечатанных брошюрах своей «партии».

## Убийство президента

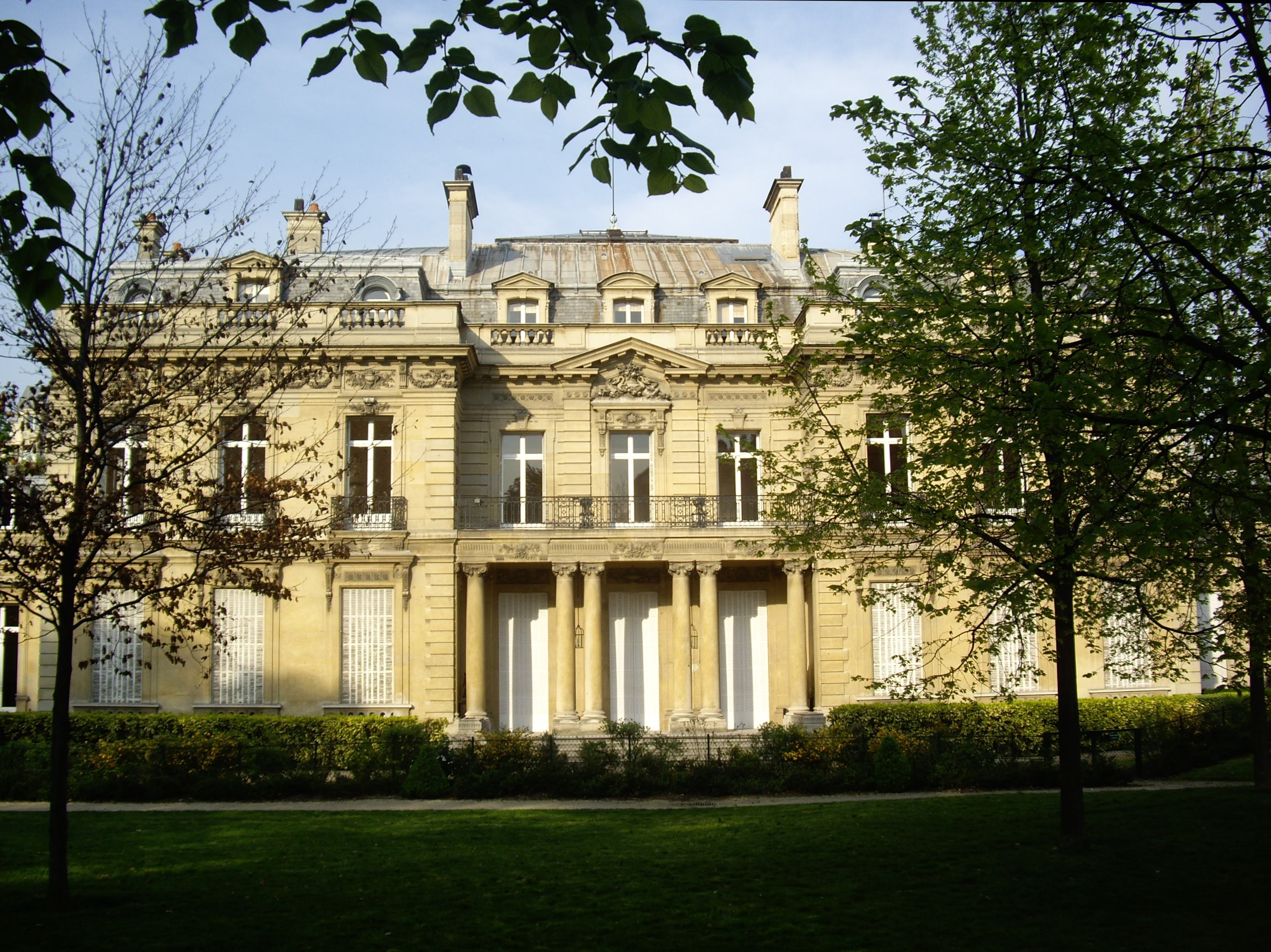
Особняк Саломона де Ротшильда

6 мая 1932 года Горгулов, имея пригласительный билет на имя «ветерана-писателя Поля Бреда» («Paul Brède, écrivain, ancien combattant»), пришёл на благотворительную книжную ярмарку ветеранов Первой мировой войны, проходившую на улице Беррье в бывшем особняке Саломона де Ротшильда, с 1922 года принадлежавшем государству. Ярмарку открывал президент республики, 75-летний Поль Думер, потерявший на этой войне четырёх сыновей. Около 15:00 Горгулов несколько раз выстрелил с близкого расстояния из автоматического пистолета «Браунинг 6,35» в только что прибывшего на открытие Думера, который на другое утро умер в расположенном неподалёку от места преступления госпитале Божон. В президента попали две пули: в основание черепа и в правую лопатку. Несмотря на несколько переливаний крови, спасти главу государства не удалось.
Покушение произошло в присутствии писателей Андре Моруа и Клода Фаррера; у последнего Горгулов незадолго до убийства купил книгу и взял на ней автограф, а потом легко ранил в руку одним из выстрелов. Убийца был избит окружающими и задержан на месте преступления, при этом он выкрикивал свой любимый лозунг: «Фиалка победит машину!». Сведения о задержанном были очень быстро распространены в средствах массовой информации; как показывают материалы Национального архива (знаменитый фонд F7), это было связано с тем, что личность Горгулова давно находилась в поле зрения французской полиции.
Браунинг, из которого стрелял Горгулов, выставлен в Музее префектуры парижской полиции (улица Монтань-Сент-Женевьев, 4).

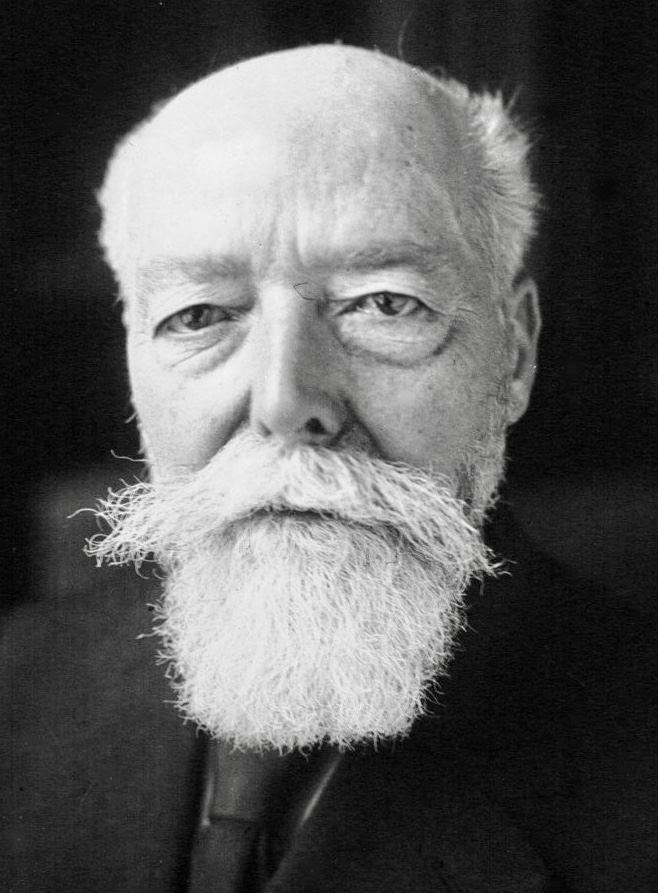
75-летний Поль Думер считался символом французских республиканских добродетелей и патриотизма

Политическая декларация, изъятая при обыске у арестованного, называлась «Мемуары доктора Павла Горгулова, верховного председателя политической партии русских фашистов, который убил президента республики». Среди вещей был обнаружен ещё один запасной пистолет, газетные вырезки с сообщениями о рабочих поездках Думера, а также ампулы с ядом (сулемой) и самодельное знамя его партии. При допросе Горгулов также заявил о своей причастности к «зелёной фашистской партии» и отождествлял свои замыслы с идеалами белой эмиграции: по его словам, он при этом действовал в одиночку, по собственной воле и мстил Франции, отказывавшейся от антибольшевистской интервенции в СССР. От него отмежевались как белая эмиграция (в частности, казачество), так и фашисты в лице Муссолини. Следов какого-либо заговора, имевшего целью убийство президента республики, выявить не удалось. Обнаруженные в бумагах Горгулова детально разработанные планы войны с большевистской Россией и другие политические тексты производили впечатление психической болезни автора: в частности, в этих текстах (и на первых допросах) Горгулов именовал себя «зелёным диктатором», утверждал, что планировал полёты на Луну, а также похитил сына Линдберга и удерживает его у себя. Среди других своих потенциальных жертв, помимо Масарика, Горгулов назвал Гинденбурга, предшественника Думера Гастона Думерга, полпреда СССР во Франции Довгалевского, а также уже покойного в то время Ленина.

## Политические версии убийства

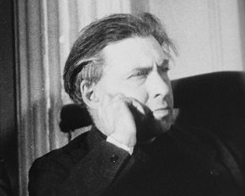
Для Ильи Эренбурга дело Горгулова было одновременно «фарсом» и прелюдией Второй мировой войны

Убийство Думера произошло в промежутке между двумя турами выборов в Национальное собрание и воспринималось поначалу многими не как акт террориста-одиночки (по его собственным словам), а как спланированный заговор, попытка дестабилизации республиканского строя, тем более что престарелый президент считался воплощением республиканских добродетелей и патриотизма; на страницах французских газет Горгулова называли фанатичным цареубийцей, сравнивали с Жаком Клеманом и Равальяком.
После убийства советская и зарубежная коммунистическая (и вообще левая) печать изображала Горгулова типичным «озлобленным белогвардейцем», поддерживая версию «белого заговора» с целью вовлечь Францию в войну с СССР, чтобы выстрел в Думера стал «новым Сараевским убийством». Полпред СССР Довгалевский высказал глубокие соболезнования от советского правительства и сообщил, что «убийство воспринято во всём Советском Союзе с возмущением». Версия «белого заговора» активно распространялась Коминтерном и увенчалась брошюрой известного писателя, коммуниста Анри Барбюса, который требовал суда над правительством Тардьё и «белой армией во Франции» как истинными организаторами убийства Думера. Планировалось выпустить советский художественный фильм о Горгулове, его сценарий поручили Илье Эренбургу, но вскоре этот проект был отменён.

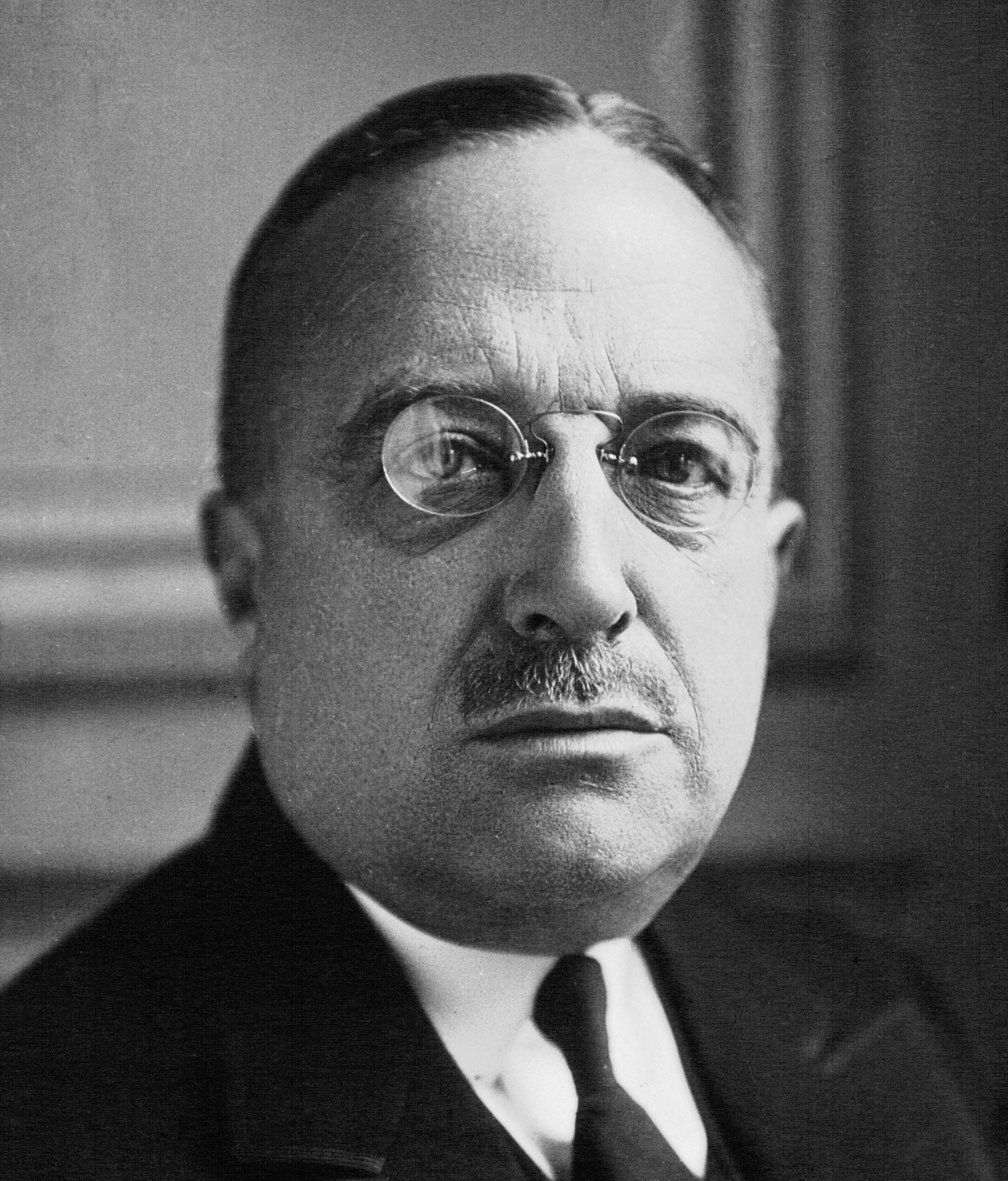
Премьер-министр Андре Тардьё сразу назвал Горгулова «необольшевиком»

Выдвигалась также версия, согласно которой Горгулов мог быть агентом ОГПУ — провокатором, чей поступок должен был восстановить французское правительство против русской эмиграции (едва ли советские спецслужбы могли быть заинтересованы собственно в убийстве Думера). Её поддерживала правая печать и значительная часть эмиграции (включая казаков, подозревавших, что убийца Думера — не Горгулов из кубанской станицы, а чекист с его документами и «легендой»). Никаких подтверждений этой версии также не обнаружено. С большевизмом (или «необольшевизмом») и Коминтерном отождествляли идеи Горгулова официальные власти Франции, начиная с коммюнике премьер-министра (и одновременно министра внутренних дел) Андре Тардьё через несколько часов после убийства и кончая речью прокурора Дона-Гига на суде. Левые депутаты восприняли заявление Тардьё как пропагандистскую попытку повлиять на итог второго тура выборов в законодательные органы; контрпропагандистские телеграммы с намёками на истинные цели властей, отправляемые сторонниками коммунистов в корпункты в Москве, по секретному распоряжению МВД задерживались вплоть до дня выборов. По итогам выборов Тардьё был всё же вынужден уйти в отставку 10 мая, и «красная» версия стала муссироваться несколько реже.
В том же году на французском языке появился роман Якова (Жака) Ловича, жившего в эмиграции сына известного марксиста Льва Дейча, под названием «Буря над Европой» (в оригинале «Что ждёт Россию?»), где изображалось убийство президента Франции, которое организуют коммунисты руками спровоцированных белоэмигрантов; затем начинается советско-французская война, на стороне СССР выступает перевооружившаяся Германия, и большевики с немцами вступают в Париж. Издатели утверждали, что этот текст на русском языке читал Горгулов, и он вдохновил его на убийство, но многие подвергли это сомнению (роман был не опубликован); бытовала также версия о знакомстве Ловича с какими-то планами спецслужб или о даре художественного предвидения.
Помимо версий «белого» и «красного» заговоров, высказывалась, хотя и гораздо реже, и версия «коричневого заговора», согласно которой за Горгуловым могла действительно стоять Италия или (тогда ещё не пришедшая к власти) НСДАП Гитлера. Сторонником этой версии был Анри Роллен, и о ней вновь вспомнили после начала Второй мировой войны в 1939 году.
После исследований прошлого Горгулова в Чехословакии, проведённых полицией и корреспондентами газет, возобладала версия об убийце как психопате.

## Суд и казнь

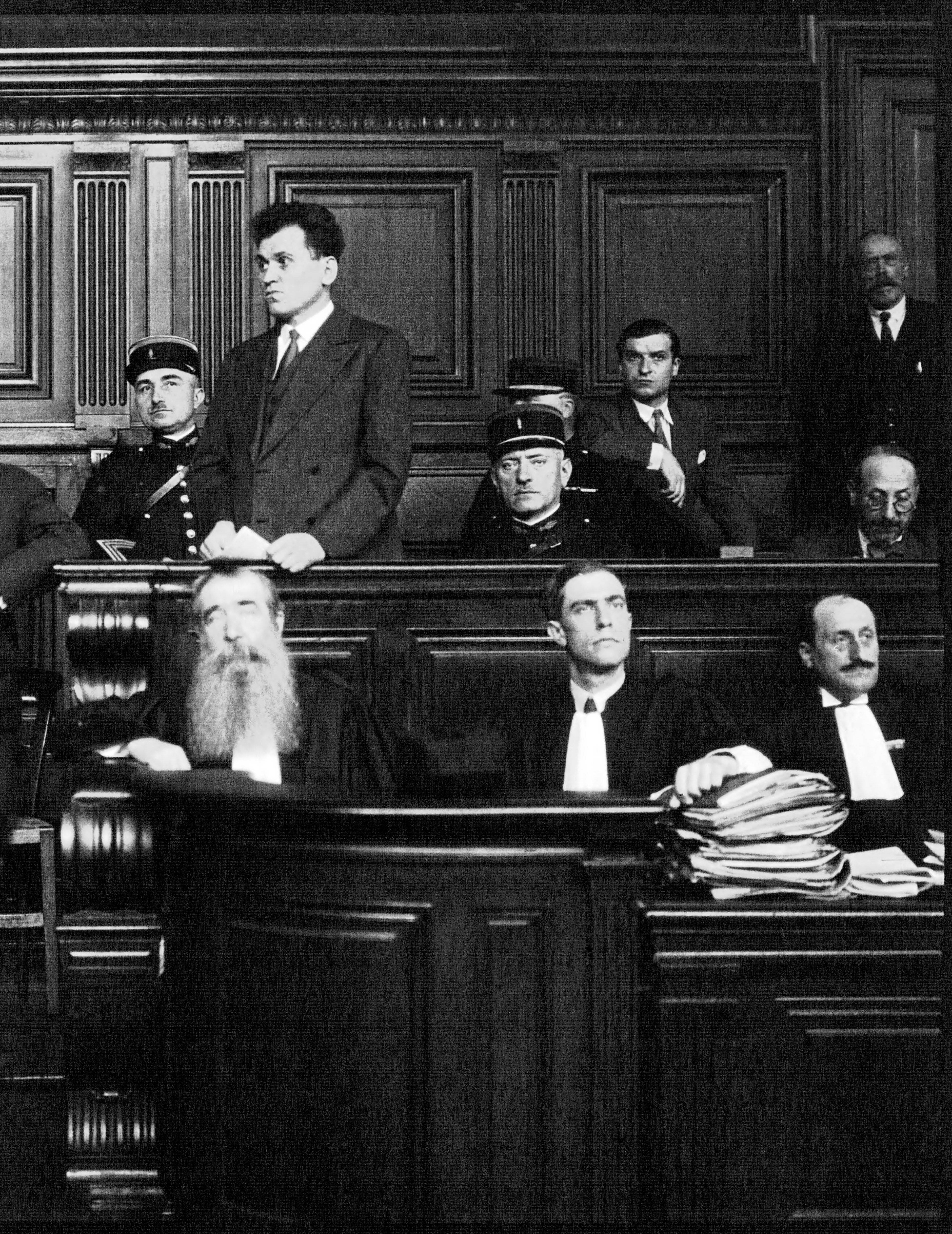
Горгулов во время суда над ним, июль 1932 г. На переднем плане его адвокаты Жеро и Роже

Процесс Горгулова происходил перед судом присяжных департамента Сены три дня: 25, 26 и 27 июля 1932 года. Среди корреспондентов на процессе был специально прилетевший из Москвы Михаил Кольцов, присутствовал и советский полпред Довгалевский.
Обвиняемый выступил с 40-минутной речью политического характера. Хотя ему полагался переводчик, Горгулов говорил на французском языке, которым владел неплохо. В речи он утверждал, что его преступление имело целью привлечь внимание к страданиям русского народа, что его симпатии не с большевиками и «предавшим страну» царём, а скорее с Керенским. Кроме того, он постоянно перебивал выступления свидетелей, экспертов и обвинения (на что имел право по процессуальным законам) возгласами вроде «Убейте меня, как вы убили мою страну! Вы погибнете во всемирной катастрофе!» Прокурор Шарль Дона-Гиг назвал Горгулова «диким зверем» и «Распутиным русских беженцев». Несмотря на медицинскую экспертизу, нашедшую Горгулова вменяемым, адвокаты (одним из них был знаменитый Анри Жеро, добившийся в своё время оправдания убийцы Жана Жореса, другим — Марсель Роже) настаивали на психической болезни подзащитного (что гармонировало с его эксцентричным поведением во время суда). Как записала Галина Кузнецова, «один из докторов-экспертов сказал на суде: „Впечатление сумасшедшего от подсудимого объясняется его национальностью“».
Суд присяжных признал Горгулова виновным в совершении умышленного убийства, не сделав никакой оговорки о смягчающих обстоятельствах, после чего суд приговорил его к смертной казни.
Присутствовавший на суде Илья Эренбург так описал процесс:

Горгулов был высокого роста, крепок; когда он выкрикивал путаные, сбивчивые проклятия на малопонятном французском языке, присяжные, по виду нотариусы, лавочники, рантье, испуганно ежились… Помню страшную картину. Ночью, при тусклом свете запылённых люстр, судебный зал напоминал театральную постановку: парадные одеяния судей, чёрные тоги адвокатов, лицо подсудимого, зеленоватое, омертвевшее, — всё казалось неестественным. Судья огласил приговор. Горгулов вскочил, сорвал с шеи воротничок, как будто торопился подставить голову под нож гильотины, и крикнул: «Франция мне отказала в виде на жительство!».

По другим данным, Горгулов приветствовал приговор словами: «Я умираю героем для себя и своих друзей! Да здравствует Франция, да здравствует Россия, я буду любить вас до самой смерти!»

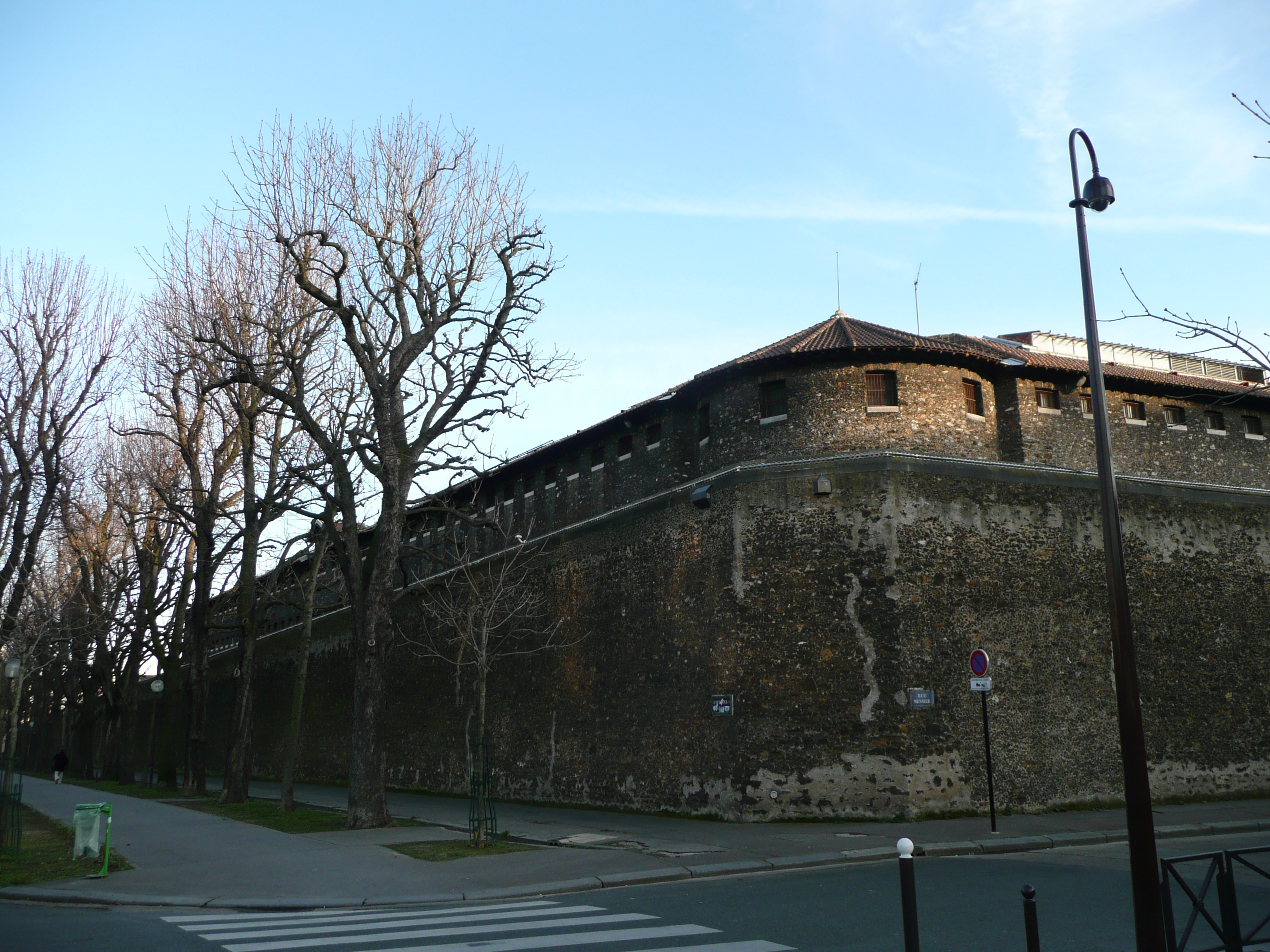
Северная стена тюрьмы Санте, выходящая на бульвар Араго. На этом бульваре был казнён Горгулов

20 августа 1932 года Кассационный суд отклонил жалобы адвокатов Горгулова на нарушение норм закона и Конституции при рассмотрении дела, подчеркнув, что приговор основан не на политическом характере дела, а на убийстве как преступлении против общего права, и что здесь не применяется статья об «оскорблении величества» по уголовному кодексу времён Наполеона III, на анахроничность которой ссылались адвокаты. 13 сентября преемник Думера президент республики Альбер Лебрен отклонил поданное адвокатами Жеро и Роже на специальной встрече в Елисейском дворце прошение о помиловании Горгулова, несмотря на протесты Международной лиги по правам человека, ссылавшихся на невменяемость осуждённого. На другой день, 14 сентября 1932 года в 5 часов 58 минут утра Павел Горгулов был казнён на гильотине потомственным парижским палачом Анатолем Дейблером. Формально казнь была публичной, но произошла на бульваре Араго у тюрьмы Санте без эшафота и была видна, помимо охраны, адвокатов, священника и журналистов, только очень небольшому количеству собравшейся вокруг места казни толпы из 3 тысяч человек. За 400 метров гильотина была оцеплена ограждениями, за которые пускали только при предъявлении специального пропуска от префектуры полиции. Перед казнью, по французскому обычаю, осуждённому отдала салют национальная гвардия.
О том, что его прошение отклонено, Горгулов узнал только, когда его разбудили меньше чем за час до казни. Накануне его жене было отказано в свидании. Поцеловав крест, исповедавшись и причастившись, Горгулов сказал явившемуся его напутствовать православному архимандриту французского происхождения Льву (Жилле), что ничего не боится, что он предан русскому крестьянству и надеется, что его ещё не рождённый ребёнок не станет коммунистом и будет воспитан в религиозном духе и в ненависти к большевизму, а также попросил священнослужителя передать слова любви и просьбу о прощении своей жене. Кроме того, Горгулов прибавил: «Я не сержусь на Францию, я ничего не хотел сделать против неё». По ряду рассказов, на пути к гильотине Горгулов пел «Варшавянку», а последними его словами были: «Россия, моя страна!»; кроме того, он попросил прощения у всех за содеянное. По другим данным (корреспондент «Возрождения» Н. Н. Чебышёв), Горгулов дважды воскликнул по-французски «Россия», а другие слова его, если они были, журналисту расслышать не удалось. В голосе осуждённого не было слышно страха и шесть шагов от дверцы полицейского фургона до места казни он прошёл уверенно. В собственноручном дневнике палача Дейблера, опубликованном в 2003 году, отмечено, что Горгулов «выказал известную храбрость, ограничившись словами „о! святая Русь!“ („oh! Sainte Russie!“)».

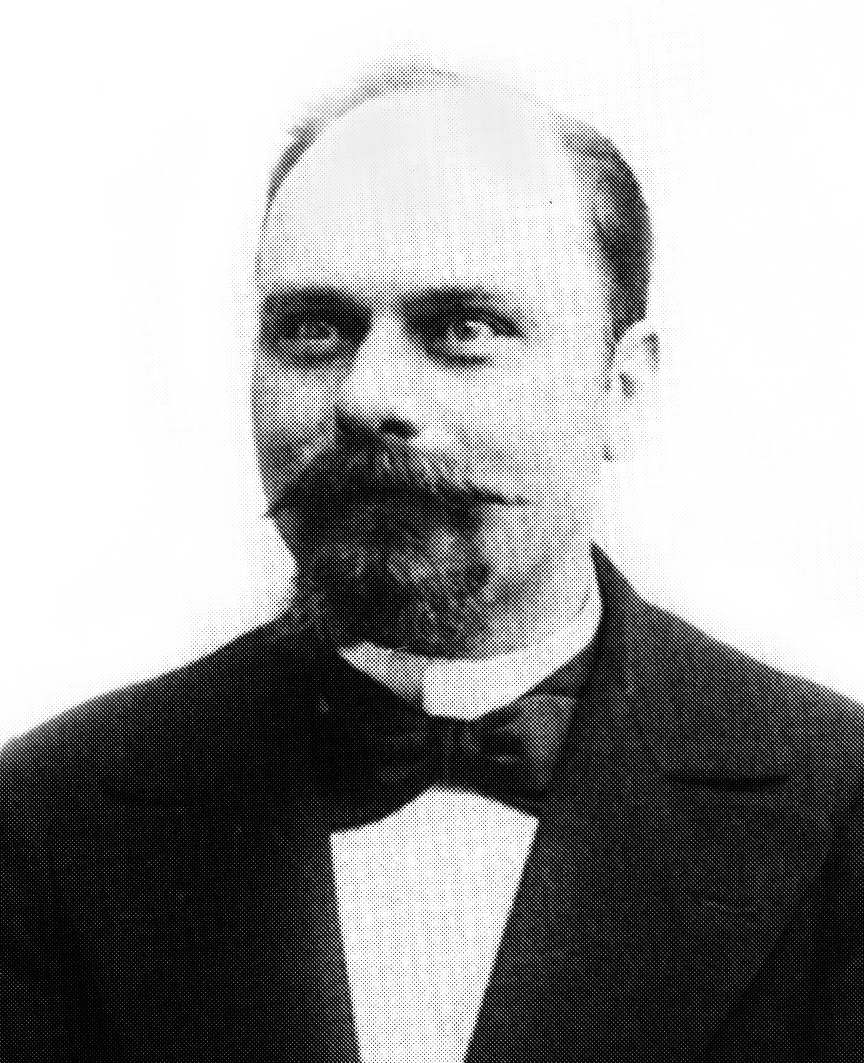
Анатоль Дейблер, «господин Парижский» (monsieur de Paris), унаследовал пост от отца и за 40 лет карьеры казнил, кроме Горгулова, ещё 394 человека. Ему ассистировал Андре Дефурно — его зять и будущий преемник

Согласно парижским слухам (отразившимся в мемуарах В. С. Яновского «Поля Елисейские»; Яновский лично знал Горгулова-писателя по литературным кружкам), толстая шея и широкие плечи «казака» не без труда поместились в воротнике гильотины, что несколько задержало процесс казни; его слова подтверждает журналист «Пти Паризьен» («воротник с трудом опускается на толстую шею, один из помощников грубо тянет его за уши, двое других его толкают; огромное тело не удаётся уложить как следует»). Однако корреспондент «Юнайтед Пресс» Мэри Найт, переодевшаяся мужчиной, чтобы быть допущенной близко к месту казни, ни о чём подобном не упоминает, а говорит, напротив, об очень быстром приведении приговора в исполнение. Это же пишет и видевший казнь Н. Н. Чебышёв. Цинковый гроб с телом и головой Горгулова был в тот же день погребён во временной могиле на кладбище в Иври-сюр-Сен на участке, где обычно хоронили казнённых. 28 сентября по решению семьи его перезахоронили на кладбище Тье в пригороде Парижа; могила не сохранилась.
Яновский писал впоследствии: «Горгулов умер среди толпы чужих, на манер Остапа Бульбы („слышишь ли ты меня, батько“). В другое время, под иными звёздами, в знакомой среде из него вышел бы, пожалуй, ещё герой».
По слухам, попавшим в декабре через Варшаву в журнал «Тайм», 82-летняя мать Горгулова была осуждена и расстреляна советскими властями согласно принятому в том же году указу от 7 августа по обвинению в хищении колхозного зерна («за колоски»). На суде она упоминала и сына, заявив, что он «белый», а не «красный русский», как его называют за границей. Согласно более ранней публикации в «Тайм», мать и тётя Горгулова, всё ещё проживавшие на его родине в Лабинской, были арестованы по этому обвинению через четыре дня после его казни.

## Русская эмиграция и Горгулов
Выстрел Горгулова неоднократно обсуждался в кругах русской эмиграции и на страницах эмигрантской печати; опасались, что он станет поводом для выселения русских из Франции или ужесточения мер к ним (в 1931 году во Франции было более 2,7 млн иммигрантов, и ксенофобские настроения уже имели значительное распространение в обществе). Несмотря на отдельные антирусские и антииммигрантские выступления, раздававшиеся после гибели президента и в парламенте, и на страницах прессы (причём не только крайне правой, но и левой, коммунистической и антибелогвардейской; см. выше), подобных мер предпринято, однако, не было. Французский писатель русского происхождения Габриэль Мацнефф, родившийся в 1936 году, четыре года спустя, упоминает о ксенофобии и подозрительном отношении к людям с русскими фамилиями после убийства Думера.
Практически все общественные деятели русской эмиграции отправили соболезнования правительству и вдове Думера. Митрополит Евлогий (Георгиевский) отслужил панихиду о «Павле Думере» в Александро-Невском соборе на улице Дарю, на панихиде присутствовали представители Русского общевоинского союза и других эмигрантских военных организаций. Вечером 7 мая (на другой день после покушения) русский эмигрант, бывший офицер корнет Сергей Дмитриев, работавший в Париже официантом, стремясь смыть бесчестье, нанесённое эмиграции Горгуловым, покончил с собой, выбросившись из окна. По некоторым данным, в предсмертной записке он написал «Умираю за Францию».

## Литературные отклики
Владислав Ходасевич в статье «О горгуловщине» так писал о стихах и идеологии Горгулова, сравнивая его с другими «графоманами» эмиграции, в частности, Колосовским-Пушкиным:

Горгуловская бессмыслица по происхождению и значению ничем не отличается от бессмыслиц, провозглашаемых (именно провозглашаемых — пышно, претенциозно и громогласно) в других сочинениях того же типа. Форма и содержание этих бредов, по существу, безразличны. <.> О, если бы дело шло просто о сумасшедших! К несчастью, эти творцы сумасшедшей литературы суть люди психически здоровые. Как и в Горгулове, в них поражена не психическая, а, если так можно выразиться, идейная организация. Разница колоссальная: нормальные психически, они болеют, так сказать, расстройством идейной системы. И хуже всего, и прискорбней всего, что это отнюдь не их индивидуальное несчастье. Точнее — что не только они в этом несчастье виноваты. В них только с особой силой сказался некий недуг нашей культуры.

<…>

Настал век двадцатый. Две войны и две революции сделали самого тёмного, самого уже малограмотного человека прямым участником величайших событий. Почувствовав себя мелким, но необходимым винтиком в огромной исторической мясорубке, кромсавшей, перетиравшей его самого, пожелал он и лично во всем разобраться. Сложнейшие проблемы религии, философии, истории стали на митингах обсуждаться людьми, не имеющими о них понятия. <…> На проклятые вопросы в изобилии посыпались проклятые ответы. Так родилась горгуловщина — раньше Горгулова. От великой русской литературы она унаследовала лишь одну традицию — зато самую опасную: по прозрению, по наитию судить о предметах первейшей важности.

<…>

Мыслить критически эти люди не только не в состоянии, но и не желают. Любая идея, только бы она была достаточно крайняя, резкая, даже отчаянная, родившаяся в их косматых мозгах или случайно туда занесённая извне, тотчас усваивается ими как непреложная истина, затем уродуется, обрастает вздором, переплетается с обрывками других идей и становится идеей навязчивой. Тяжело сказать это — но, кажется, горгуловская «идея» наполовину вышла из блоковских «Скифов». Если бы Блок дожил до Горгулова, он, может быть, заболел бы от стыда и горя.

Владимир Набоков в «Парижской поэме» вводит анаграмму псевдонима Горгулова «Бред» (бродит, дебрях), намекая на его «безграмотную лиру» и казнь:

Вымирают косматые мамонты,

чуть жива красноглазая мышь.

Бродят отзвуки лиры безграмотной:

с кандачка переход на Буль-Миш.

С полурусского, полузабытого,

переход на подобье арго.

Бродит боль позвонка перебитого

в чёрных дебрях Бульвар Араго.

Ведь последняя капля России

уже высохла. Будет, пойдём.

Но ещё подписаться мы силимся

кривоклювым почтамтским пером.

Михаил Светлов в стихотворении «Пейзаж» (1933) упоминает считавшегося в советской печати «белогвардейцем» Горгулова:

Качнулся от лёгкого гула

Японского сна стебелёк, ―

Далёко

в Париже

Горгулов

На место Людовика лёг… 

В конце XX века писатель Сергей Кудрявцев составил монтаж из газетной хроники горгуловского дела «Вариант Горгулова. Роман из газет» (М., Гилея, 1999). В 2005 году под именем «П. Т. Горгулов» была издана прозрачная мистификация — книга «Коммуникационная теория безвластия» (М., Гилея, 2005) с предисловием Сергея Кудрявцева, где цитируется письмо от Горгулова, сопровождающее «рукопись»:

…на кладбище в Иври захоронено было только моё туловище (и то вскоре по настоянию жены оно было выкопано и тайно перевезено в Россию). Голова же, в преддверии казни невероятным образом приспособившаяся к длительному автономному существованию (об этом интереснейшем моём опыте как-нибудь поведаю отдельно, а пока поверьте на слово), была отрезана попросту ради обещанного и положенного зрелища. Специальные люди сразу вывезли её в лабораторию, где мой живой и практически не повреждённый мозг подвергся систематическому и многолетнему изучению и испытанию…
В 2017 году московская Oi!-группа «Учитель труда» выпустила альбом «Gorguloff», посвящённый Павлу Горгулову. Одна из песен альбома детально описывает убийство Поля Думера.